# Aleksej Nikolajevič Romanov
Aleksej Nikolajevič Romanov (rus. Алексе́й Никола́евич Романов) (Sankt Petersburg, 12. kolovoza 1904. - Jekaterinburg 17. srpnja 1918.), ruski carević i prijestolonasljednik iz dinastije Romanov. Bio je jedini sin cara Nikole II. i Aleksandre Fjodorovne. Imao je četiri sestre. Od rođenja bolovao je od hemofilije, nasljedne bolesti koja sprječava zgrušavanje krvi u tijelu. Njegova majka povjerila je njegovo liječenje mistiku i šarlatanu Rasputinu, koji je ostvario kontrolu nad obitelji, što je posljedično uzrokovalo njen pad.
Poslije izbijanja Veljačke revolucije početkom 1917. godine, carska je obitelj internirana u grad Toboljsk na Sibiru, da bi potom bili prebačeni u okolicu Jekaterinburga, gdje su ga ubili boljševici, zajedno s ostatkom obitelji. Do 2017. godine postojala su nagađanja i glasine da je možda preživio pokolj obitelji, no tada su pronađeni njegovi smrtni ostaci uz ostatke njegove sestre Marije Nikolajevne.